# Minúscula 19
Minúscula 19 (en la numeración Gregory-Aland), A214 (Soden) es un manuscrito griego en minúsculas del Nuevo Testamento, en 387 páginas de pergamino. Está datado paleográficamente en el siglo XII. Tiene contenidos complejos y marginales.

## Descripción
El códice contiene el texto completo de los cuatro Evangelios en 387 hojas de pergamino grueso (32 cm por 23.6 cm). El orden de los libros es inusual: Juan, Mateo, Lucas y Marcos. El mismo orden aparece en las minúsculas 427, 734, Tertuliano y Crisóstomo.
El texto bíblico está rodeado por una catena. Marcos tiene el comentario de Victorino; Juan, el comentario de Crisóstomo. Las grandes letras iniciales están en rojo.
El texto de los Evangelios está dividido de acuerdo a los κεφαλαια (capítulos), cuyos números se colocan al margen del texto, y los τιτλοι (títulos) de los κεφαλαια están en la parte superior y al pie de las páginas (con una armonía). También hay otra división de acuerdo con las Secciones Amonianas, con referencias a los Cánones de Eusebio.
Contiene tablas de los κεφαλαια (tablas de contenido) antes de cada Evangelio, y suscripciones al final de cada Evangelio.
Cuenta con el comentario de Victorino en Marcos, la catena de Crisóstomo en Juan, y escolios en los otros evangelios.

## Texto
Kurt Aland no puso el texto griego del códice en ninguna categoría.
No se examinó mediante el Perfil del Método de Claremont.

## Historia
El manuscrito es datado por el INTF en el siglo XII.
Anteriormente el códice estaba en manos de Catalina de Médici. Fue añadido a la lista de los manuscritos del Nuevo Testamento por Wettstein (19). Fue examinado por Scholz. C. R. Gregory vio el manuscrito en 1885.
Se encuentra actualmente en la Bibliothèque nationale de France (Gr. 189) en París.